# Leucophoropterini
Leucophoropterini es una tribu de hemípteros heterópteros perteneciente a la familia Miridae.

## Géneros
- Abuyogocoris - Aitkenia - Arafuramiris - Ausejanus - Austrodapus - Biromiris - Blesingia - Collessicoris - Ctypomiris - Gulacapsus - Johnstonsonius - Leucophoroptera - Missanos - Neaitkenia - Neoleucophoroptera - Papuamimus - Papuamiroides - Pseudohallodapocoris - Sejanus - Solomonomimus - Transleucophoroptera - Trichocephalocapsus - Waterhouseana

No aceptadosDilatops - Karoocapsus - Lasiolabops - Myrmicopsella - Porophoroptera - Pseudoleucophoroptera - Schuhistes - Tytthus